# Casa consistorial de Baeza
La Casa consistorial de Baeza (Jaén, España) es la principal edificación del pasaje del cardenal Benavides o, según denominación tradicional, Prado de la Cárcel lo que revela su función original como palacio del corregidor y cárcel de su justicia. Frente a ella se halla la casa en que habitó con su madre el poeta Antonio Machado. Forma parte del conjunto monumental renacentista de Baeza, que junto con el de Úbeda fue declarado Patrimonio de la Humanidad por la Unesco en 2003.
La fachada plateresca consta de dos cuerpos separados por imposta y se remata con una destacada cornisa: 
- El cuerpo inferior cuenta con un doble acceso: a la izquierda del observador se halla la puerta de la cárcel, mientras que a la derecha se encuentra la del palacio de justicia. La portada de la cárcel está enmarcada por dos cariátides representando respectivamente la caridad y la justicia.
- El cuerpo superior tiene cuatro balcones ordenados al modo serliano, entre los que se hallan distribuidos los siguientes emblemas heráldicos: el de la autoridad real, a la sazón Felipe II, el del corregidor al tiempo de la ejecución del edificio, Juan de Borja, y el de la ciudad.
- La cornisa está decorada con grandes ovas, sofitos o tableros y ménsulas de volutas con figuras de niños, enanos, esfinges, quimeras, águilas, chivos alados y hojas de acanto.

En su interior destacan las yeserías renacentistas del vestíbulo y el artesonado renacentista polícromo del salón de plenos, trasladado a esta ubicación desde el coro bajo del convento de San Antonio en el ejido.
El edificio en su conjunto ha sido profundamente remodelado con ocasión de su última restauración finalizada en 2011.